# Lachyoga

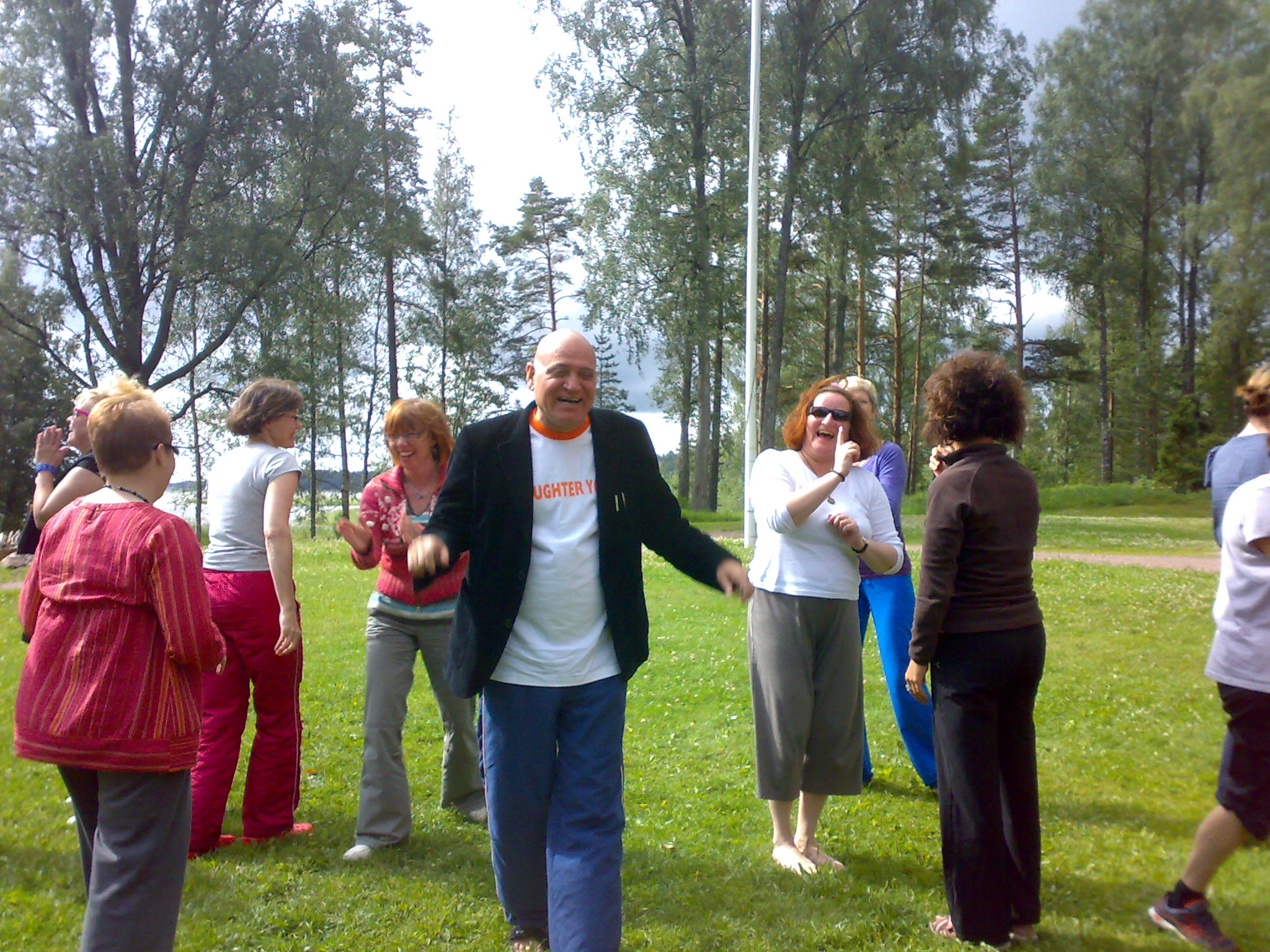
Lachyoga in Finnland 2009

Lachyoga (Hasya-Yoga oder auch Yogalachen) ist eine Form des Yoga, bei der das grundlose Lachen (Sanskrit hasya) im Vordergrund steht.
Beim Lachyoga soll der Mensch über die motorische Ebene zum Lachen kommen; ein anfangs künstliches Lachen soll in echtes Lachen übergehen. Die Lachyogaübungen sind eine Kombination aus Klatsch-, Dehn- und Atemübungen, verbunden mit pantomimischen Übungen, die zum Lachen anregen. Über den Blickkontakt und spielerische Elemente soll es den Menschen erleichtert werden, vom zunächst willentlichen in das freie Lachen und in einen Zustand kindlicher Verspieltheit (engl.: childlike playfulness) zu gelangen. „Fake it, until you make it“ (frei übersetzt: „Tu so als ob, bis es echt wird“) ist eine praktische Anweisung in Lachyoga-Übungsstunden.

## Ursprung und Entwicklung
Die Technik des Lachyoga hat ihren Ursprung in den Selbstversuchen des Wissenschaftsjournalisten Norman Cousins.
Weltweit verbreitet wurde Lachyoga von Madan Kataria, einem praktischen Arzt und Yogalehrer aus Mumbai.
Er verband Yogatechniken mit Lachübungen und entwickelte daraus eine Methode, die Menschen zum Lachen bringen soll. Inspiriert und unterstützt wird er von seiner Frau Madhuri.
Kataria gründete 1995 den ersten Lachclub in Indien – 2010 gab es weltweit mehr als 6000 Clubs. An jedem ersten Sonntag im Mai feiert die Lachyoga-Bewegung den Weltlachtag. Um 14 Uhr mitteleuropäischer Zeit treffen sich Lachyoga-Freunde auf der ganzen Welt, um für eine Minute ein globales Gelächter für den Weltfrieden in den Himmel zu schicken.
Lachyoga wird teilweise auch außerhalb von Lachclubs praktiziert – in Unternehmen, Fitness-Centern, Yoga-Studios, Zentren für Senioren, Schulen, Hochschulen, Universitäten, Kindergärten, Gefängnissen, Kliniken und Selbsthilfegruppen.

## Lachen ohne Grund
Beim Lachyoga wird ohne Zuhilfenahme von Witzen gelacht, denn nach Katarias Theorie ist die Wirkung des Lachens unabhängig vom Grund des Lachens.
Es sei daher nicht notwendig, Humor zu haben.
Durch Blickkontakt und Gruppendynamik entstehe ein echtes Lachen, das sich verbreitet.
Zitat Madan Kataria: „Wir lachen nicht, weil wir glücklich sind – wir sind glücklich, weil wir lachen!“

## Wirkung
Beim Lachen wird die Atmung stakkatoartig unterbrochen. Durch ruckartige Bewegungen des Zwerchfells wird Atemluft aus der Lunge gestoßen.
Die Ergebnisse der Lachforschung (Gelotologie) deuten darauf hin, dass Lachen gesund ist und das allgemeine Wohlempfinden steigert.
Durch das Lachen würden entzündungshemmende und schmerzstillende Substanzen freigesetzt, Stresshormone abgebaut und das Immunsystem würde gestärkt.
Auch würde der Sauerstoffaustausch im Gehirn erhöht, das Herz-Kreislauf-System in Schwung gebracht, die Atmung verbessert und der Stoffwechsel angeregt.
Lachen könne auch helfen, Stress abzubauen.
Teilnehmer von Lach-Seminaren berichten, dass sie danach nicht nur eine positivere Grundstimmung hatten, sondern auch freier und kreativer im Denken waren. Die Teilnehmer werden angeregt, das Lachen auch außerhalb der Lach-Seminare zu kultivieren und möglichst täglich zu lachen.

## Kontraindikationen
Von Lachyoga abgeraten wird unter anderem bei
Angina Pectoris,
Zwerchfellbruch,
nicht kontrolliertem Bluthochdruck,
Harn- und Stuhlinkontinenz,
Bandscheibenvorfall,
Aneurysma,
Glaukom,
Rippenbrüchen
sowie bei schwerem Depressionsverlauf oder Einnahme von Psychopharmaka.